# Нойштат
Нойштат (рум. Noiștat) — село у повіті Сібіу в Румунії. Входить до складу комуни Якобень.
Село розташоване на відстані 206 км на північний захід від Бухареста, 58 км на північний схід від Сібіу, 122 км на південний схід від Клуж-Напоки, 76 км на північний захід від Брашова.

## Населення
За даними перепису населення 2002 року у селі проживала 501 особа.
Національний склад населення села:
| Національність | Кількість осіб | Відсоток |
| -------------- | -------------- | -------- |
| румуни         | 425            | 84,8%    |
| цигани         | 67             | 13,4%    |
| німці          | 6              | 1,2%     |

Рідною мовою назвали:
| Мова      | Кількість осіб | Відсоток |
| --------- | -------------- | -------- |
| румунська | 494            | 98,6%    |
| німецька  | 5              | 1,0%     |